# Francisco Basterrechea Zaldívar
Francisco Basterrechea Zaldibar (Bermeo, Biscaia, 1888 - Madrid 1975) va ser un advocat i un polític nacionalista basc del Partit Nacionalista Basc, diputat a Corts 

## Biografia
Llicenciat en dret a la Universitat de Valladolid i Granada. Va exercir com a advocat simultanejant el seu treball com a director de la sucursal del Banc de Biscaia. Membre de la Comissió d'Autonomia, des del 15 de desembre de 1930 arribant a participar, en la redacció de l'Estatut General de l'Estat Basc. Avantprojecte de la Societat, també anominat Estatut Basc-Navarrès. En aquest document els partidaris de l'autonomia basca exposaven les seves idees polítiques. Fou escollit Diputat a les Corts Republicanes a les eleccions generals espanyoles de 1931 pel PNB per la circumscripció de Bilbao, i fou membre del Tribunal de Garanties Constitucionals.
Interessat pels temes marítims, va participar en l'organització política, en 1929, de la construcció de la repetidament reclamada escullera que avui protegeix el port de Bermeo dels embats de la mar, solucionant amb la seva intervenció el finançament de l'obra; així també va participar en 1932, en la fundació d'un sindicat pescador d'arrantzales: Eusko Tostarteko Bazkuna; igualment va presentar un pla de reorganització dels Estudis de Nàutica. Va ser vocal de la Secció de Problemes Marítims de la Societat d'Estudis Bascos-Eusko Ikaskuntza des de l'any 1922 fins a 1936, en la qual va desenvolupar el seu treball sobre el litoral basc amb l'objecte de preparar un estudi sobre la pesca.
A causa de l'esclat de la Guerra Civil, es va exiliar amb la seva família a França i d'allí marxen a Buenos Aires Argentina en 1942, treballant com periodista i redactor de revistes jurídiques com "Galeuzca" i la revista Alberdi, al mateix temps que treballava en la Delegació Basca en la capital argentina, que va dirigir de 1946 a 1952. Regressa el 1952 on mor a Madrid el 09 de desembre de 1975. Un dels seus fills és l'escultor Néstor Basterretxea Arzadun

## Escrits i llibres
- Dictamen y contribución al anteproyecto del Congreso de Pesca Marítima Vasca, E.I.D., 1923, V, nº 18
- El problema del arrastre. Soluciones posibles, Asamblea de Pesca, 1925
- Función de las cofradías y su relación necesaria, Imp.de la Dip. De Gipuzkoa, San Sebastián, 1928.